# Anisogomphus vulvalis
Anisogomphus vulvalis е вид водно конче от семейство Gomphidae.

## Разпространение
Видът е разпространен в Пакистан.